# Chânes (Béligneux)
Ne pas confondre avec Chânes, commune de Saône-et-Loire.
Chânes est un hameau de la commune de Béligneux, dans le département de l'Ain. Contrairement au village de Béligneux qui est situé sur le coteau de la Côtière, le hameau est situé sur la plaine du Rhône en bordure du camp de La Valbonne, de l'autre côté de la RD 1084.

## Présentation
En matière de patrimoine, le hameau possède la chapelle Saint-André de Chânes datant du xve siècle. Par ailleurs, une grande bâtisse, abusivement nommée « château de Chânes » et datant du XIXe siècle se trouve à la périphérie du hameau, sur la route de Saint-Jean-de-Niost. Une révision du plan local d'urbanisme est envisagée, pour permettre une utilisation publique du site.
Se trouve également à Chânes, l'ancienne école (reconvertie en bibliothèque) datant de 1892 qui fut conçue par l'architecte Roussel basé à Saint-Maurice-de-Gourdans.

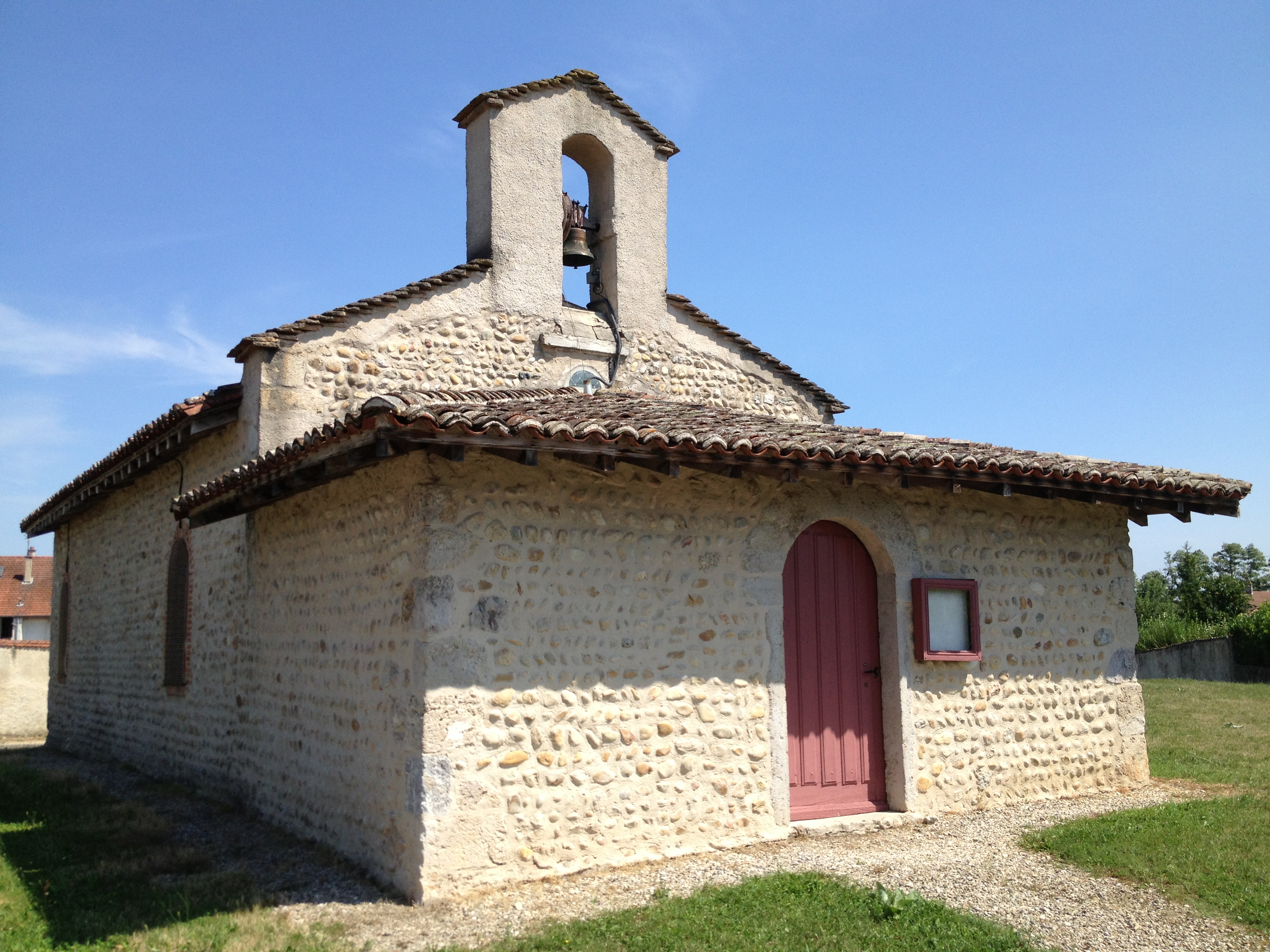
La chapelle des Chânes.
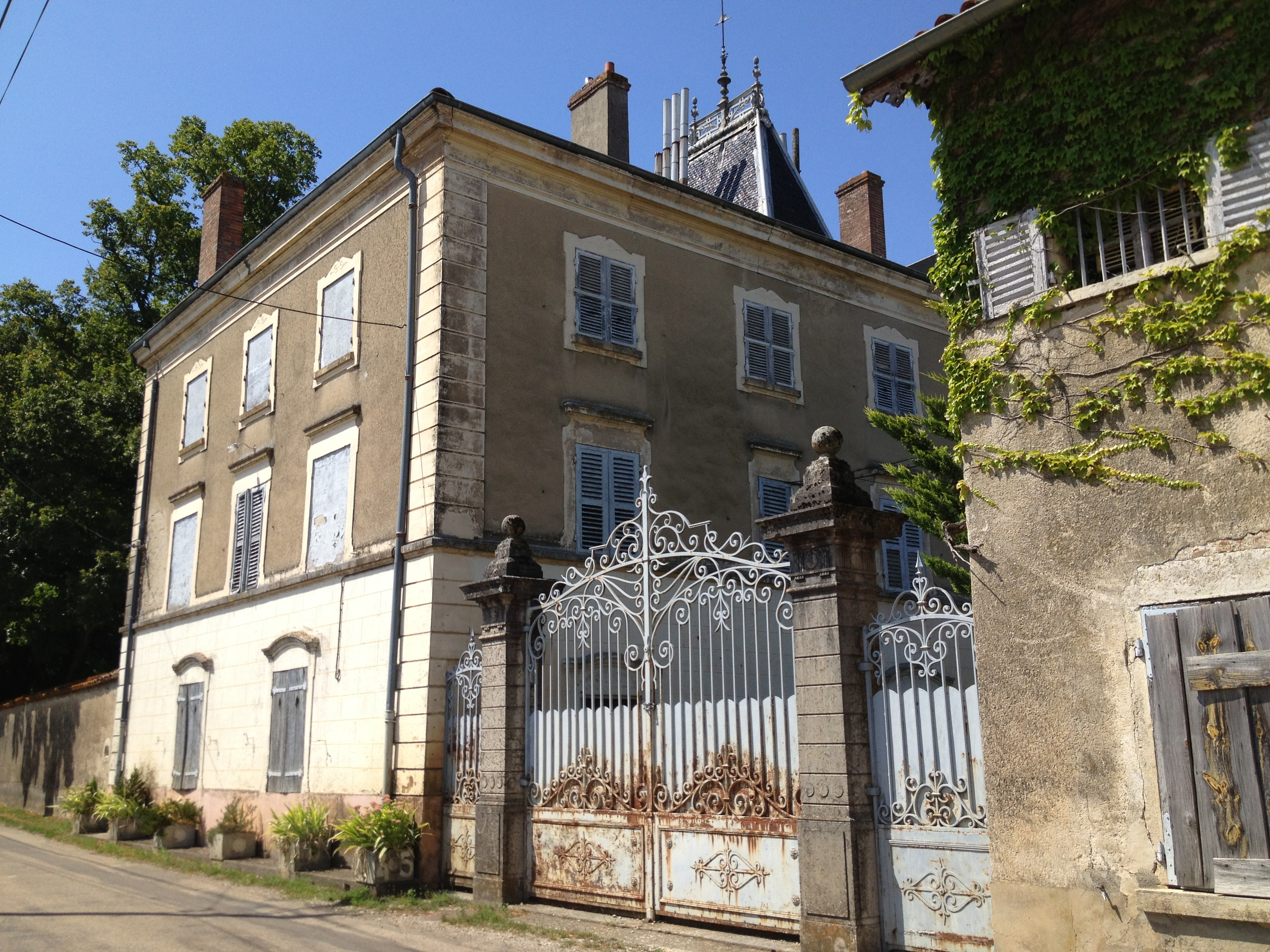
« Château de Chânes ».
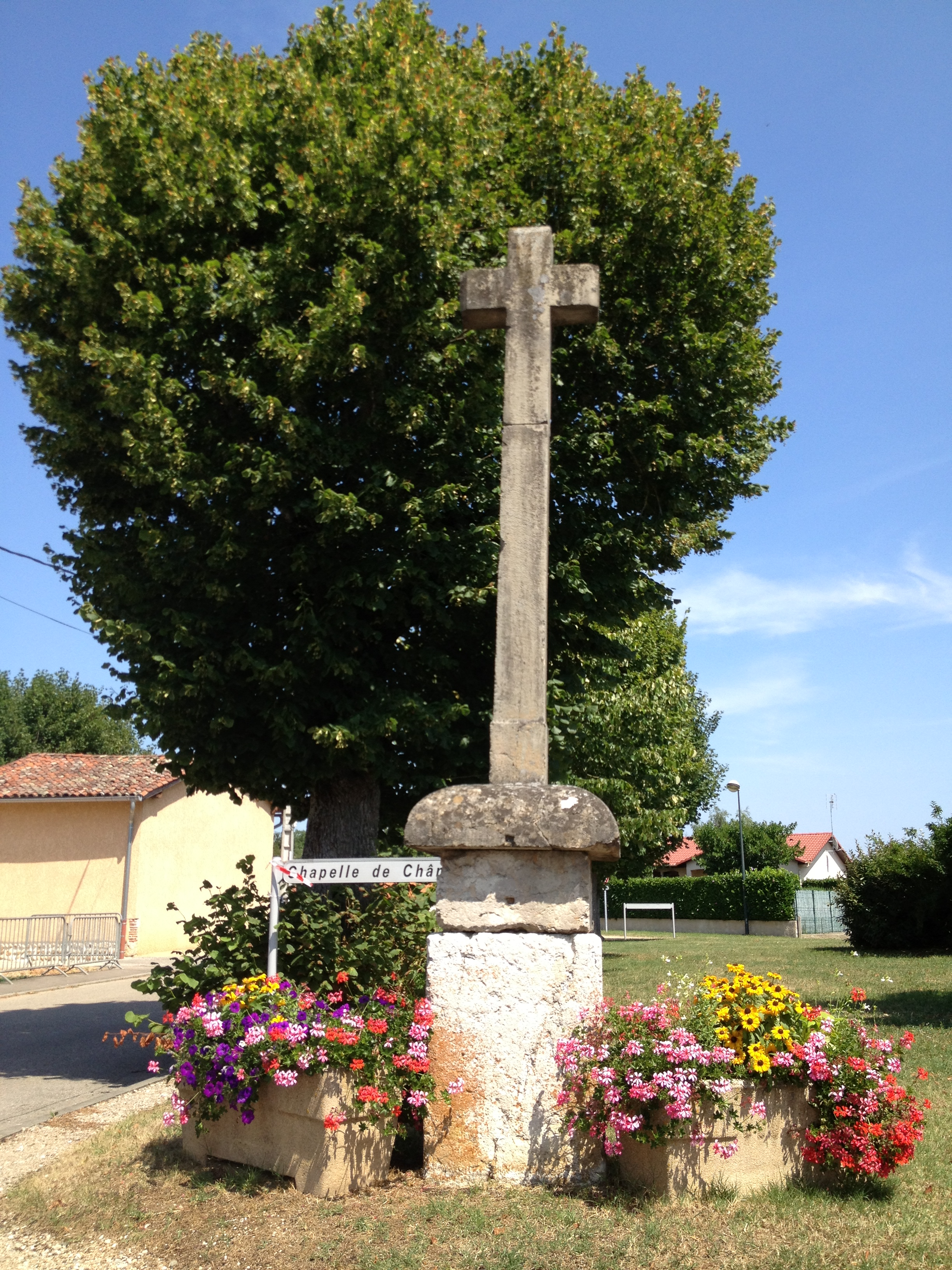
Croix de la place de Chânes.

À proximité du hameau, se trouve un circuit d'essais de Renault Trucks. Ce circuit se trouve sur les territoires de Béligneux, Saint-Maurice-de-Gourdans et Pérouges (45° 50′ 48″ N, 5° 10′ 07″ E).